# Emmanuel Yarborough
Emmanuel Yarborough (Rahway, Nueva Jersey, 5 de septiembre de 1964-Richmond, Virginia, 21 de diciembre de 2015) fue un luchador de sumo amateur y un artista marcial mixto estadounidense. Yarborough era famoso por su enorme tamaño y peso, y se encuentra registrado en el libro Guinness de los récords como el atleta más pesado del mundo, con 319 kilogramos en su mayor momento.

## Carrera
Emmanuel empezó su carrera compitiendo en judo, lucha libre y fútbol americano en la universidad estatal Morgan. Tras graduarse, Yarborough decidió aprovechar su capacidad para ganar y mantener peso y se inició en el sumo, donde consiguió un enorme éxito. Llegando a alcanzar los 363kg de peso en su punto álgido, Yarborough se hizo famoso incluso en Japón, la cuna de este deporte. En 1995, Yarborough ganó el campeonato mundial de sumo amateur.
Debido al auge de las artes marciales mixtas, Emmanuel decidió probar suerte contra este estilo en el evento UFC 3, producido por Ultimate Fighting Championship. En él, Emmanuel luchó contra el experto en kempo Keith Hackney. Aunque Hackney aprovechó su agilidad para derribar a Yarborough a pocos segundos de empezar con un palmazo al rostro, el sumo lo atrajo hacia sí aún de rodillas y descargó golpes sobre su nuca; Keith logró liberarse, pero Emmanuel trató de apresarle de nuevo, arrancando la parte superior de su traje y lanzándole literalmente a través de la jaula de un empujón. Poco después, Hackney lanzó un nuevo golpe que hizo caer a Yarborough, procediendo a atacarle repetidamente en el rostro mientras el sumo trataba de levantarse. Al final, el árbitro John McCarthy detuvo el combate y declaró ganador a Hackney por KO técnico.
Más tarde, Yarborough obtuvo su primera y única victoria en las MMA en la compañía japonesa Shooto, contra el luchador de shoot-style Tatsuaki Nakano. El sumo le acorraló contra una de las esquinas del cuadrilátero y descargó su masa contra él, aprisionándole allí; entonces, cuando el árbitro les reposicionó en el centro del ring, Emmanuel desplazó su abdomen sobre la cabeza y el pecho del prono Nakano, haciéndole rendirse por la sola fuerza de su peso. La última lucha de Yarborough fue en PRIDE Fighting Championships, donde se enfrentó al debutante Daiju Takase. La lucha estuve marcada por una persecución constante mientras Takase huía del americano en un intento de agotar su energía, atrayendo una tarjeta amarilla del árbitro por inacción, pero al final fue capaz de aprovechar un mal posicionamiento de parte de Yarborough sobre sus piernas para descargar varios golpes a la cabeza, ganando por rendición.
Yarborough también trabajó en la lucha libre profesional, teniendo algunas apariciones para la Catch Wrestling Association en 1996 y 1997. La primera de ellas fue para competir con el personal de la CWA en un torneo de sumo, resultando ganador por tres a dos después de ser derribado solo por August Smisl y Terminator Mastino. Tres meses después compitió en un desafío similar, en el que llegaron a participar Osamu Nishimura y Jason Neidhart, primo de Jim Neidhart; de nuevo, Emmanuel derrotó a la oposición, con solo una derrota ante Rasta the Voodoo Man. Al mes siguiente, Emmanuel tendría su última lucha, vengándose de Rasta.

## Récord en artes marciales mixtas
| Resultado | Récord | Oponente        | Método                          | Evento                      | Fecha                   | Ronda | Tiempo | Localización                                  | Notas |
| --------- | ------ | --------------- | ------------------------------- | --------------------------- | ----------------------- | ----- | ------ | --------------------------------------------- | ----- |
| Derrota   | 1-2    | Daiju Takase    | Sumisión (puñetazos)            | PRIDE 3                     | 24 de junio de 1998     | 2     | 3:22   | Tokio, Japón                                  |       |
| Victoria  | 1-1    | Tatsuaki Nakano | Sumisión (ahogamiento por peso) | Shooto: Shoot the Shooto XX | 26 de abril de 1998     | 1     | 1:17   | Yokohama, Kanagawa, Japón                     |       |
| Derrota   | 0-1    | Keith Hackney   | TKO (puñetazos)                 | UFC 3                       | 9 de septiembre de 1994 | 1     | 1:59   | Charlotte, Carolina del Norte, Estados Unidos |       |

## Filmografía
| Título               | Papel            | Año  |
| Mr. and Mrs. Khiladi | Luchador de sumo | 1997 |